# Uraí
Uraí este un oraș în Paraná (PR), Brazilia.